# Спул, Якоб
Якоб Спул (нидерл. Jacob Spoel; 18 октября 1820, Роттердам — 30 октября 1868, Роттердам) — нидерландский художник.

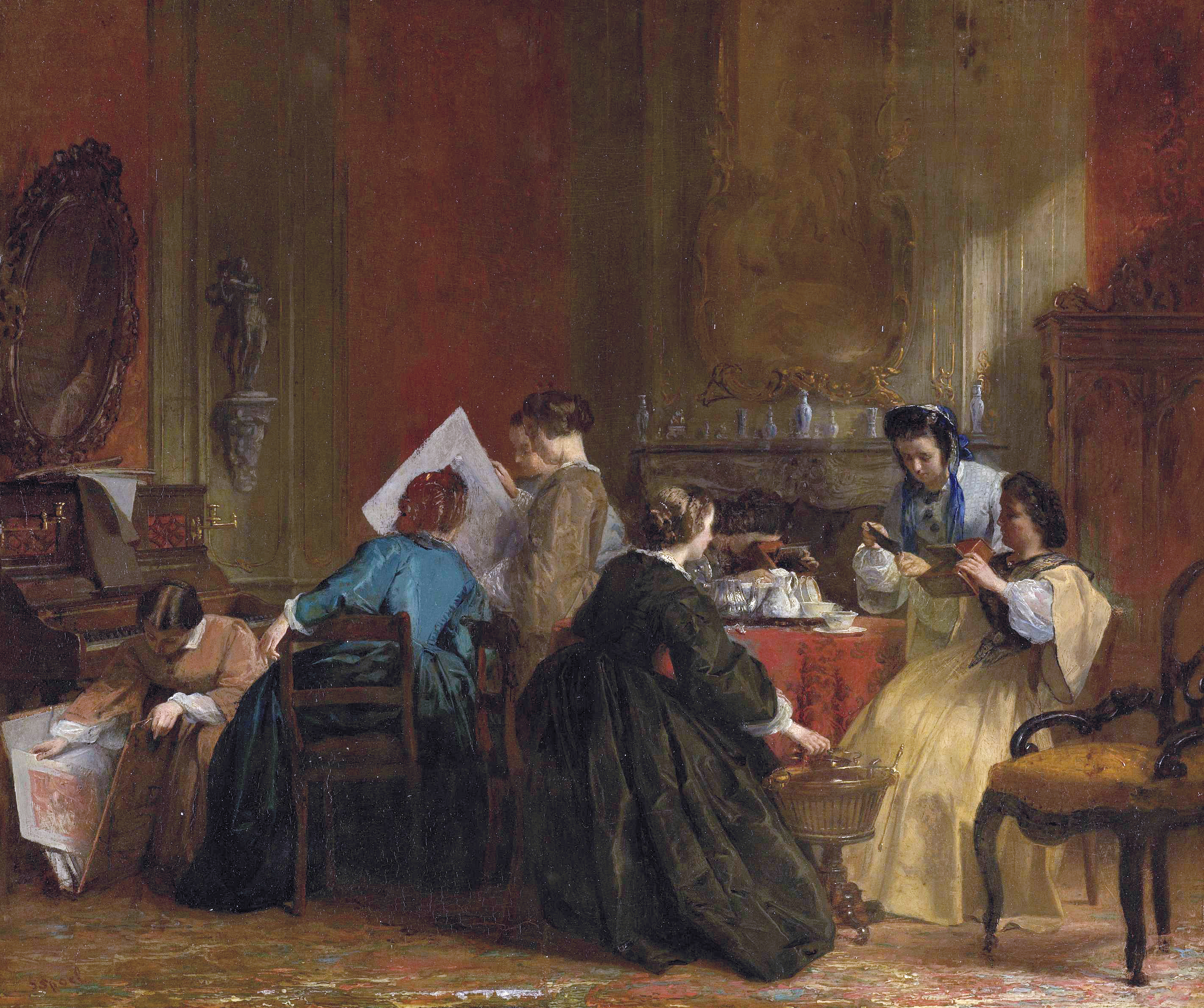
Якоб Спул. Женщины рассматривают картины

Ученик Виллема Хендрика Шмидта; по свидетельству нидерландского искусствоведа рубежа XIX—XX веков Хермины Мариус, популярность обоих в определённый момент была столь велика, что Шмидта в шутку называли Аллахом голландской живописи, а Спула — его пророком. В творчестве Спула преобладали исторические и жанровые сцены, а также портреты. 